# Park
 For alternative betydninger, se Park (flertydig). (Se også artikler, som begynder med Park)
En park er almindeligvis et stort havelignende anlæg med systematisk beplantning og ofte med gangstier af grus eller fliser.
De fleste offentlige parker findes i byerne som oaser mellem husene, hvor folk kan få et strejf af natur uden at skulle uden for byen. Mange parker er oprindeligt bygget som haver til kongefamilien eller andre samfundsmæssigt højt placerede personer, men er med tiden åbnet for offentligheden. Andre er skænket til borgerne af rige velgørere.
I dag etableres flere byparker i forbindelse med byfornyelse, og i fagsproget indgår parker som rekreative områder.
Ordet lystanlæg ses også brugt.